# العلاقات الاقتصادية النازية السوفييتية (1934-1941)

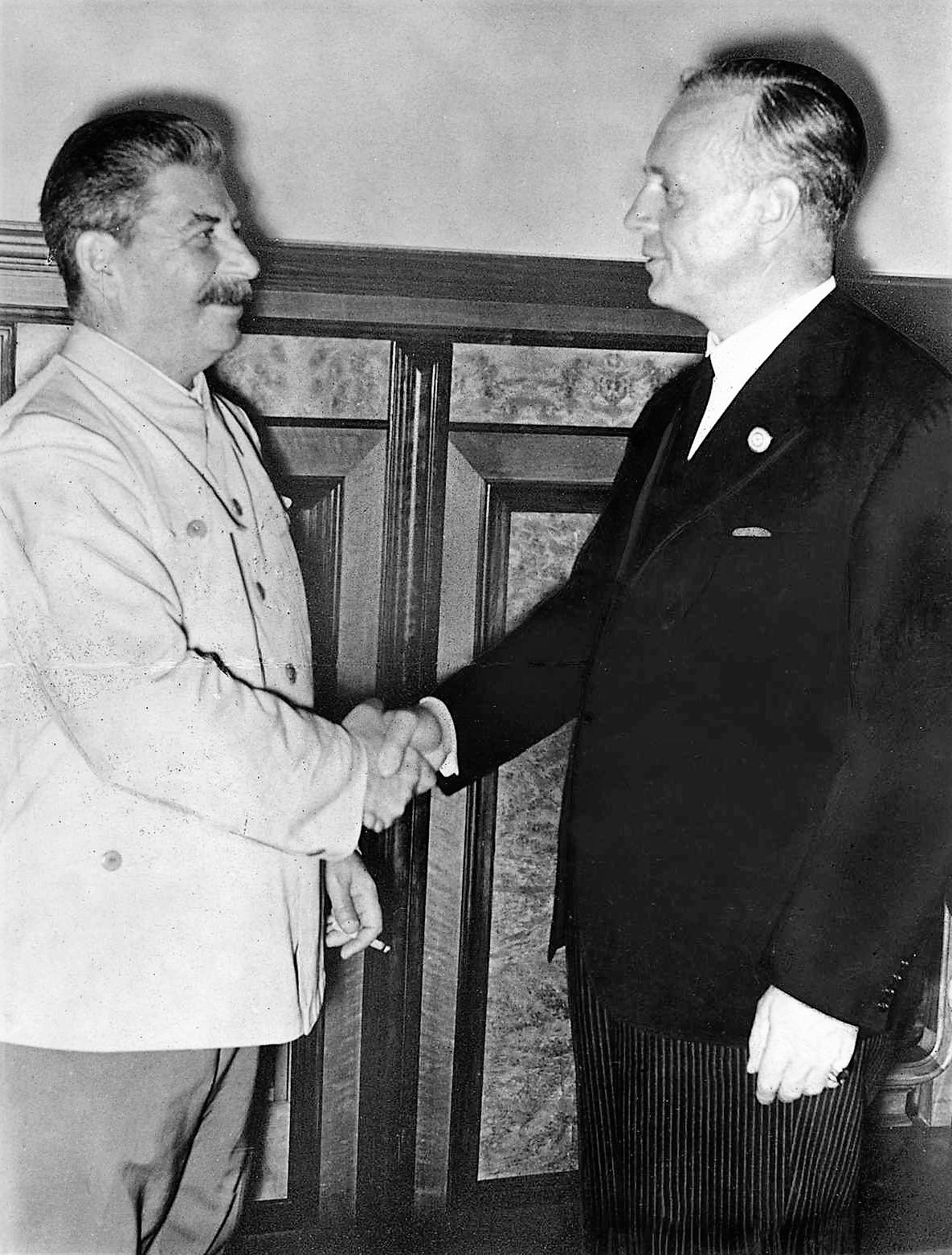
ستالين وريبنتروب في الكرملين، موسكو

بعد أن وصل النازيون إلى السلطة في ألمانيا عام 1933، بدأت العلاقات بين ألمانيا والاتحاد السوفييتي بالتدهور سريعًا، وتضاءلت التجارة بين البلدين. بعد عدة سنوات من التوتر الشديد والتنافس، بدأت ألمانيا النازية والاتحاد السوفييتي بتحسين العلاقات في عام 1939. في أغسطس من ذلك العام، وسع البلدان علاقتهما الاقتصادية عبر توقيع اتفاقية تسليف وتجارة أرسل الاتحاد السوفييتي بموجبها مواد خام حيوية إلى ألمانيا مقابل الأسلحة والتكنولوجيا العسكرية والآليات المدنية. رافق الصفقة اتفاق مولوتوف – ريبنتروب، الذي تضمن بروتوكولات سرية تقسم أوروبا الوسطى بينهما، وغزت بعده كل من ألمانيا والاتحاد السوفييتي الدول المصنفة ضمن «مناطق نفوذها».
أمعن البلدان لاحقًا في توسيع علاقتهما الاقتصادية عبر اتفاقية تجارية أكبر في فبراير 1940. فيما بعد، تلقت ألمانيا كميات جسيمة من المواد الخام الحيوية الضرورية لجهودها الحربية المستقبلية، مثل البترول والحبوب والمطاط والمنغنيز، في حين كانت ترسل الأسلحة والتكنولوجيا وتصنع الآليات للاتحاد السوفييتي. بعد مفاوضات ظلت دون نتيجة فيما يخص انضمامًا محتملًا للاتحاد السوفييتي إلى دول المحور، سوّى البلدان عدة خلافات ووسعا اتفاقياتهما الاقتصادية أكثر باتفاقية الحدود والتجارة الألمانية السوفييتية في يناير 1941.
أُنهيت العلاقات الاقتصادية فجأة بين البلدين عندما غزت ألمانيا الاتحاد السوفييتي في يونيو 1941، منتهكة بذلك اتفاق مولوتوف – ريبنتروب.

## خلفية

### التجارة التقليدية والحرب العالمية الأولى والثورة الروسية
تفتقر ألمانيا إلى الموارد الطبيعية، بما فيها عدة مواد خام رئيسة تحتاجها في العمليات الاقتصادية والعسكرية. منذ أواخر القرن التاسع عشر، اعتمدت بشدة على الواردات الروسية من هذه المواد. قبل الحرب العالمية الأولى، كانت ألمانيا تستورد سنويًا ما قيمته 1.5 مليون رايخ مارك من المواد الخام وغيرها من السلع من روسيا. مع ذلك، اختلف اقتصاد البلدين اختلافًا كبيرًا قبل الحرب العالمية الأولى. نمت ألمانيا لتصبح ثاني أكبر اقتصاد تجاري في العالم، مع قوة عاملة عالية المهارة هيمن القطاع الخاص عليها إلى حد كبير. بينما تطورت روسيا الإمبراطورية بسرعة عشرات الأضعاف خلال الخمسين عامًا السابقة للحرب، ظل اقتصادها يعتمد بشدة على أوامر الدولة وتنظمت صناعتها تنظيمًا مباشرًا من قِبل الدولة التسارية.
انخفضت الصادرات الروسية إلى ألمانيا انخفاضًا حادًا بعد الحرب العالمية الأولى. علاوة على أنه وبعد الثورة الروسية لعام 1917، اغتصبت الدولة الشيوعية الشابة ملكية كل الصناعات الثقيلة والمصارف والسكك الحديدية، ما نتج عنه هبوط الإنتاج الصناعي،[بحاجة لمصدر] بينما تركت السياسة الاقتصادية الجديدة لعام 1921 كامل الإنتاج الصغير والزراعة تقريبًا للقطاع الخاص. كافح الاقتصاد الألماني الي دمرته الحرب ليرجع إلى مستويات ما قبل الحرب، بعد أن ضرب التضخم الاقتصادي بقسوة في عام 1923.
في الاتحاد السوفييتي، لم يبلغ الناتج الصناعي حدود معدلات عام 1913 في ظل النظام التساري إلا في عام 1927، لكن الصادرات السوفييتية إلى ألمانيا تزايدت حتى 433 مليون رايخ مارك سنويًا بحلول عام 1927 بعد توقيع اتفاقيات التجارة بين البلدين في منتصف عشرينيات القرن الماضي.
طُلب من الخبير الاقتصادي نيكولاي كوندراتييف أن يدرس الاقتصاد السوفييتي، ودعا إلى النمو الحذر البطيء الذي أبقى على اقتصاد السوق المتبقي من الخطة الاقتصادية الجديدة. في آخر عشرينيات القرن الماضي، وجه جوزيف ستالين الاقتصاد إلى الاتجاه المعاكس، بادئًا فترة من التحول الصناعي الاشتراكي الكامل في أول خطة خمسية له للاقتصاد السوفييتي الذي كان ما يزال مؤلفًا بنسبة تفوق 80% من القطاع الخاص، إلى جانب خطط لمحو كل آثار السوق الحرة. اتُهم كوندراتييف بتبنّي نظرية توازن «مضادة للثورية»، وطُرد بعد ذلك وسُجن بعد إدانته لكونه «أستاذًا كولاكيًا». أوفري 2004، ص406. حوكم مجددًا قرب نهاية فترة حكمه البالغة ثمانية أعوام وأُعدم في حقل رمي كوموناركا رميًا بالرصاص في نفس اليوم الذي صدر فيه حكم إعدامه.

### بداية ثلاثينيات القرن العشرين
في بداية ثلاثينيات القرن الماضي، تضاءلت الواردات السوفييتية بعدما ثبّت النظام الستاليني الأكثر انعزاليةً سلطته وقللَ التقيُد بمتطلبات نزع السلاح التي فرضتها معاهدة فرساي اعتماد ألمانيا على الواردات السوفييتية. عانى الغوسبلان، وهو هيئة التخطيط الاقتصادي السوفييتي، من استبعاد المتخصصين الاقتصاديين واستبدال تقنيين غير مجهزين لفهم الاقتصاد الجمعيّ بهم. ما أعقب ذلك كان نظامًا لا يتضمن مراجعة كافية للحسابات الوطنية والمعايير الاقتصادية الصريحة. تحول المخططون إلى دراسة الاقتصاد الألماني المنظّم و«مكتب الرايخ الإحصائي»، الذي عيّن سبعة أضعاف عدد موظفي الغوسبلان. حسّنت التغييرات اللاحقة في الغوسبلان من أدائه.
رغم أن الناتج الصناعي السوفييتي قد ازداد زيادةً جسيمة نسبةً إلى معدلاته الكاسدة السابقة، هبطت الصادرات السوفييتية إلى ألمانيا إلى 223 رايخ مارك في عام 1934. على الرغم من أن سكان الاتحاد السوفييتي كانوا ضعف سكان ألمانيا تقريبًا، كان ناتجها الصناعي متأخرًا، وإن واكب إنتاجها من الصلب إنتاج ألمانيا تقريبًا في عام 1933 خلال الانهيار الاقتصادي الألماني في إبان الكساد الكبير. في الجدول التالي الورادات الألمانية من روسيا الإمبراطورية والاتحاد السوفييتي من عام 1912 حتى 1933:
| العام              | الواردات من روسيا/ الاتحاد السوفييتي |      | العام | الواردات من روسيا/ الاتحاد السوفييتي |
| ------------------ | ------------------------------------ | ---- | ----- | ------------------------------------ |
| 1912               | 1,528                                | 1928 | 379   |                                      |
| 1913               | 1,425                                | 1929 | 426   |                                      |
| 1923               | 147                                  | 1930 | 436   |                                      |
| 1924               | 141                                  | 1931 | 304   |                                      |
| 1925               | 230                                  | 1932 | 271   |                                      |
| 1926               | 323                                  | 1933 | 194   |                                      |
| 1927               | 433                                  |      |       |                                      |
| * مليون رايخ مارك. |                                      |      |       |                                      |

في حين كانت الصادرات السوفييتية إلى ألمانيا نسبةً صغيرة من واردات ألمانيا، شكلت الصادرات الألمانية إلى الاتحاد السوفييتي 46% من مجموع الواردات السوفييتية في 1932. آنذاك، لم يهتم السوفييت بالمشترين الأجانب عمومًا. من العوامل الأخرى التي أعاقت العلاقات الاقتصادية كان احتكار السوفييت للتجارة الخارجية بحشد جميع الصفقات في مشترٍ حكومي واحد.

## الحقبة النازية وتدهور العلاقات

### وصول النازيين إلى السلطة
زاد وصول الحزب النازي إلى السلطة من حدة التوترات بين ألمانيا والاتحاد السوفييتي، إذ وصفت السياسة العنصرية لألمانيا النازية الاتحاد السوفييتي بأنه مأهول بالسلاف «الأونترمتينش» الإثنيين الذين يحكمهم أسيادهم «اليهود البلشفيين». في عام 1934، تكلم هتلر عن معركة لا مفر منها ضد «المُثُل العليا لعموم السلاف»، سيقود النصر فيها إلى «السيادة الدائمة على العالم»، رغم تصريحه بأنهم «سيمشون جزءًا من الطريق مع الروس إذا كان ذلك سيساعدنا». رددت الفكرة بخشونة كتابات هتلر في كفاحي الصادر عام 1925، الذي صرح فيه أن مصير ألمانيا هو «الالتفات إلى الشرق» مثلما فعلوا «منذ ستمئة سنة» و«أن نهاية الهيمنة اليهودية في روسيا ستكون أيضًا نهاية روسيا باعتبارها دولة».
ركزت الأيدولوجيا النازية على الصراع العنصري، بدلًا عن الصراع الطبقي الذي تتمحور الأيدولوجيا الماركسية حوله. بينما عارضت الأيدولوجيا النازية كلًا من شيوعية الاتحاد السوفييتي والرأسمالية، وربطت اليهود بكلا النظامين، تحرك الرايخ الألماني نحو اقتصاد موجه أقرب إلى النظام السوفييتي في ظل هتلر، والذي تماشى مع مناهضة الرأسمالية خاصة كل من ستالين وهتلر. تشابه النقد النازي للرأسمالية مع نظيره الماركسي في أن كلاهما ركز على التكثيف المالي المفرط والصادرات المتراجعة والأسواق المتقلصة والإفراط في الإنتاج. تفاخر هتلر لاحقًا بأن أفضل وسيلة لهزيمة التضخم «يجب البحث عنها في معسكرات اعتقالنا». في حين رأى الماركسيون الثورة باعتبارها الحل، رأى هتلر الغزو ومصادرة الموارد الحل الوحيد، مثل نطاق الدولة، عبر حرب لا يمكن الانتصار فيها بأنظمة رأسمالية فاشلة. مع ذلك، لم يكن بقاء القطاع الخاص متعارضًا مع التخطيط الاقتصادي الشامل للدولة النازية.